# August Edgren
August Edgren, född 18 juni 1849 i Fellingsbro församling, Örebro län, död 22 oktober 1888 i Jakob och Johannes församling, Stockholms stad, var en svensk dirigent.

## Biografi
Edgren studerade vid Kungliga musikkonservatoriet 1864–1869. Han var dirigent vid Dramatiska teatern 1868–1869, vid Mindre teatern 1881 och vid Nya teatern 1883, samt kormästare vid Kongl. Stora Theatern 1885. August Edgren var dirigent för Stockholms allmänna sångförening, Svenska kvartettsångarna, Kvartettsångarförbundet och Typografiska föreningens sångkör. Han har även komponerat musik för manskvartett.
Edgren var mycket omtyckt och vid hans begravning på Norra begravningsplatsen hade en folkmassa på 2–3 000 personer samlats.
Han är begravd på Norra begravningsplatsen i Solna.

## Kompositioner
- Det var en gång en konung, utgiven på Carl Gehrmans förlag i Stockholm.[10][11]
- Den gamla visan "Es war ein alter König" utgiven på Carl Gehrmans förlag i Stockholm.[12]